# Bernard Dort
Bernard Dort (* 29. September 1929 in Metz; † 5. Mai 1994 in Paris) war ein französischer Romanist und Theaterwissenschaftler.

## Leben und Werk
Bernard Dort wuchs in Noyon und Auch auf und bestand das Abitur am Lycée Charlemagne in Paris. Er studierte Rechtswissenschaft und Politische Wissenschaft, sowie von 1951 bis 1953 an der École nationale d’administration (ENA). Von 1953 bis 1963 war er Beamter im Gesundheitsministerium.
Daneben frönte er seiner Leidenschaft für das Theater und gab mit Roland Barthes von 1953 bis 1964 die Zeitschrift Théâtre populaire heraus. 1962 ging er an das Theaterwissenschaftliche Institut der Sorbonne (Institut d‘Études Théâtrales, 1959 gegründet von Raymond Lebègue und Jacques Scherer). Er habilitierte sich dort 1971 bei Jacques Scherer kumulativ mit Schriften zum Thema Recherches sur la dramaturgie et la représentation théatrâle d'aujourd'hui portant principalement sur l'œuvre, la théorie et la pratique und lehrte ab 1976 als Professor für Ästhetik und Kunstwissenschaft (Theater). Von 1971 bis 1979 gab er die Zeitschrift Travail théâtral heraus. Von 1981 bis 1988 war er Professor am Conservatoire national supérieur d’art dramatique. Von 1988 bis 1989 leitete er die Theaterabteilung des Kultusministeriums.

## Werke
- Pierre Corneille dramaturge, Paris 1957, 1972
- Lecture de Brecht, Paris 1960, 1967, 1972, 1995 (spanisch, Barcelona 1973, La Habana 1987)
- La Représentation émancipée, Arles 1988

### Sammelschriften
- Théâtre public 1953–1966, Paris 1967
- Théâtre réel 1967–1970, Paris 1971
- Théâtre en jeu 1970–1978, Paris 1979
- Théâtres. Essais, Paris 1986
- Le Spectateur en dialogue, Paris 1995
- L'Écrivain périodique, hrsg. von Chantal Meyer-Plantureux, Paris 2001

### Übersetzungen
Bernard Dort übersetzte Werke von Lessing, Büchner und Ibsen ins Französische.